# Astragalus darwasicus
Astragalus darwasicus es una especie de planta del género Astragalus, de la familia de las leguminosas, orden Fabales.

## Distribución
Astragalus darwasicus se distribuye por Tayikistán.

## Taxonomía
Fue descrita científicamente por Basilevsk. Fue publicada en Bot. Mater. Gerb. Glavn. Bot. Sada R.S.F.S.R. 4: 44 (1923).